# کریستوفر ووکز
کریستوفر ووکز (انگلیسی: Christopher Vokes; ۱۳ آوریل ۱۹۰۴ – ۲۷ مارس ۱۹۸۵) فرد نظامی اهل کانادا بود. وی همچنین برندهٔ جوایزی همچون نشان حمام و نشان امپراتوری بریتانیا شده‌است.